# Gideon’s Daughter
Gideon’s Daughter ist ein britisches Filmdrama aus dem Jahr 2005. Regie führte Stephen Poliakoff, der auch das Drehbuch schrieb.

## Handlung
Autor William Sneath diktiert einer angestellten Sekretärin sein neuestes Buch: Gideon’s Daughter. Ein Buch über die Liebe, Verlust, Elternschaft, den Kult der Berühmtheit und emotionale Bindungen, die durch ein gemeinsames Gefühl von Trauer und Verlust entsteht.
Die Handlung spielt im Jahr 1997; als im Hintergrund stattfindende Ereignisse werden der Tod von Prinzessin Diana sowie der Bau des Millennium Domes gezeigt.
Der Witwer Gideon Warner ist ein erfolgreicher Publizist und Public-Relations-Berater. Dabei kommt er mit vielen Menschen zusammen und ist häufig von vielen hübschen Frauen umgeben. Zu seiner Tochter Natasha hat er deshalb kein gutes Verhältnis und sie will demnächst in Edinburgh studieren, nur um weit weg von ihrem Vater zu wohnen. Sie wirft ihm vor, ihre Mutter wiederholt betrogen zu haben, obwohl sie krebskrank war und im Sterben lag, was ihrer Meinung nach ihren Tod beschleunigt hätte. So klagt sie ihn öffentlich bei einer Schulaufführung in einem Lied an, das sie für ihre Mutter geschrieben hat.
Eines Tages lernt Warner Stella kennen, die kurz zuvor ihren Sohn durch einen Unfall verloren hat. Stellas Ex-Ehemann beschuldigt auf offener Straße einen der Klienten von Warner, einen Politiker, an dem Unfall indirekt schuld zu sein, da die Regierung die unsicheren Verkehrsbedingungen, die zum Tod ihres Sohnes geführt haben, seit Jahren zulassen würde. Er droht dem Mann an nicht aufzugeben, bis die Regierung endlich reagieren würde. So stellt er sich mit einem Megaphon mitten auf die Straße und klagt die Verantwortlichen an, zeigt ihnen, was an der Straße und dem Radweg alles nicht in Ordnung ist. Als er eine Politikerin bedrängt und nötigt, greift die Polizei ein und beendet die private Demonstration.
Wenige Tage später trifft Gideon zufällig Stella
in einem Supermarkt, wo sie allein in der Nachtschicht arbeitet. Sie spricht sehr unbekümmert mit ihm und hört ihm zu, weil er bedrückt zu sein scheint, denn das Lied seiner Tochter hat ihm emotional zugesetzt und nachdenklich gemacht. Er trifft aber auch Stellas Mann, der sich aus dem Blumenmeer, das die Bürger Londons zu Ehren der ebenfalls bei einem Unfall umgekommenen Prinzessin Diana vor dem Buckinghampalast niedergelegt haben, bündelweise Blumen aufhebt und sie auf der Straße ablegt, auf der sein Sohn gestorben ist.
Gideon und Stella treffen sich immer öfter und verbringen viel Zeit miteinander. Stellas Ehe ist mit dem Tod ihres Sohnes zerbrochen und so genießt sie es mit jemandem zusammen zu sein, der sie von ihrem Verlust ablenkt. Aber auch Gideon lenkt es ab. Er redet mit Stella über seine Kindheit und wie glücklich er war, wenn er bei seinem Vater, der Chauffeur war, im Auto mitfahren durfte. Auch über seine Frau kann er mit ihr reden, wie oft er sie im Krankenhaus besucht hat und Ablenkung bei anderen Frauen suchte. So war er selbst beim Sterben seiner Frau nicht im Zimmer, weil er gerade mit einer seiner Geliebten telefoniert hatte. Das ist nun fast zehn Jahre her, aber seine Tochter nimmt ihm das noch immer übel. Er kann sich schon lange über nichts mehr richtig freuen und hat sich in seine Arbeit geflüchtet. Aber auch Stella spricht über ihre Probleme, dass sie jeden Tag Angst vor dem Schlaf hat und verzweifelt versucht, ihrem Gefühl der Trauer zu entkommen. Das sei auch der Grund, weshalb sie nachts arbeiten würde.
Gideon und Stella kommen sich immer näher und werden letztendlich ein Paar. Stella überredet Gideon doch zu versuchen, mit Natasha zu reden, bevor sie geht. Doch Natasha reagiert verärgert auf Gideons Annäherungsversuche und Stellas Anwesenheit. Um ihr zu zeigen, wie wichtig sie ihm ist, verlässt er sogar eine Firmenparty und irrt durch die ganze Stadt, nur um Natascha zu suchen.
Gideons Arbeit leidet schon eine Weile unter seiner depressiven Stimmung. Seit den Problemen mit Natascha wurde es immer schlimmer und er beginnt sich immer mehr von dem katastrophalen Dome-Projekt zu lösen. Ungewollt treibt er es jedoch voran, weil die Klienten der Firma seine Distanziertheit für Genialität halten.
Gideon erleidet schließlich einen Zusammenbruch und Natasha erkennt, dass sie jetzt für ihren Vater da sein muss. Sie beginnt auch Stella zu akzeptieren, weil sie anders ist als die anderen Frauen und bewirkt hat, dass ihr Vater sich verändert hat.
Die Schlusseinstellung zeigt Gideon, Stella und Natasha viele Monate später auf den Straßen Londons spazieren und sie sehen dabei sehr glücklich aus.

## Kritiken
Die Redaktion von All Media Guide schrieb, der Film solle das Filmdrama Friends & Crocodiles desselben Regisseurs aus dem Jahr 2005 ergänzen. Er sei „einfühlsam“ und „ergreifend“.

## Auszeichnungen
Bill Nighy als Bester Hauptdarsteller – Mini-Serie oder TV-Film und Emily Blunt als Beste Nebendarstellerin – Serie, Mini-Serie oder TV-Film gewannen im Jahr 2007 den Golden Globe Award.
Bill Nighy gewann im Jahr 2006 den Satellite Award, Miranda Richardson und der Film als Bester Fernsehfilm wurden für den gleichen Preis nominiert. Der Song Natasha’s Song wurde für den Emmy nominiert. Der Film gewann 2007 den Peabody Award.

## Hintergründe
Der Film wurde in London und in Edinburgh gedreht. Er wurde am 21. Oktober 2005 auf dem US-amerikanischen Hamptons International Film Festival gezeigt.